# Sierra de La Ventana
Sierra de La Ventana is een plaats in het Argentijnse bestuurlijke gebied Tornquist in de provincie Buenos Aires. De plaats telt 1.819 inwoners.

## Bezienswaardigheden
- Museo del Mate, museum over de nationale drank Maté